# Jianzhen
Jianzhen (鉴真, pinyin : jiànzhēn), connu en japonais sous le nom de Ganjin (鑑真), également connu en Chine sous le nom de yixuejia 医学家, yīxuéjiā, né en 688 à Yangzhou, dans la province du Jiangsu, en Chine et décédé le 25 juin 763) était un moine chinois, qui a contribué à propager le bouddhisme au Japon. En l'espace de onze ans, de 743 à 754, il essaya près de six fois de se rendre dans ce pays. Il est un des disciples de la branche Nanshan chinois : 南山宗 ; pinyin : nánshānzōng de l'école lü (chinois : 律宗 ; pinyin : lǜzōng, également connue sous le nom japonais de risshū, parfois traduit en ritsu).

## Biographie
Jianzhen naquit près du Xian de Jiangyin (江阳县, jiāngyáng xiàn à Guangling (aujourd'hui Yangzhou, dans la province du Jiangsu), sous la Dynastie Tang ; son nom de famille était Chunyu (淳于, chúnyú). À l'âge de quatorze ans, il entra dans l'église bouddhiste comme élève du Temple de Daming (大明寺, dàmíngsì). À vingt ans, il se rendit à Chang'an pour étudier et revint six ans plus tard, devenant finalement abbé du Temple de Daming. Outre son apprentissage en Tripiṭaka, Jianzhen passe pour avoir été un connaisseur en médecine. Il ouvrit l'église bouddhiste comme un lieu de cure, créant la Cour de Beitian (悲田院, bèitiányuàn), un hôpital dans le temple de Daming. 
À l'automne 742, deux émissaires japonais venant du Kōfuku-ji, Yōei (榮叡) et Fushō (普照), invitèrent Jianzhen au nom de l’empereur Shōmu (聖武天皇) à donner des conférences au Japon. En effet à cette époque, bien que le bouddhisme existât depuis au moins deux siècles au Japon, les règles de la vie monastique étaient prises à la légère. L'ordination de nouveaux moines était décidée par le Bureau du Saṅgha (jp. Sōgō 僧綱), et les nouvelles ordinations étaient bien souvent influencées par des raisons politiques (le bouddhisme étant la religion de protection de l’État japonais, en cas de trouble dans le pays il était courant que l'empereur ordonnât l'ordination de nouveaux moines et nonnes pour plaire aux bouddhas et apaiser la situation). De plus, les temples étant dispensés de taxes, on a relevé de nombreux cas de paysans se faisant passer pour des moines sans avoir eu la formation adéquate pour échapper aux corvées et aux impôts. Cette situation a amené à un grand laxisme dans les institutions bouddhistes japonaises, et de nombreux moines ayant étudié en Chine étaient inquiets de cette situation. C'est donc pour remédier à ce problème que la présence de Jianzhen et d'autres moines chinois a été demandée par les autorités japonaises de l'époque.
Malgré les protestations de ses disciples, Jianzhen se prépara au départ et, au printemps 743, était prêt pour le long voyage qui devait le conduire au Japon en franchissant la mer de Chine orientale. La traversée échoua et, les années suivantes, Jianzhen recommença trois tentatives mais fut empêché, soit par des conditions défavorables soit par l'intervention du gouvernement impérial chinois acquis à cette époque au taoïsme.

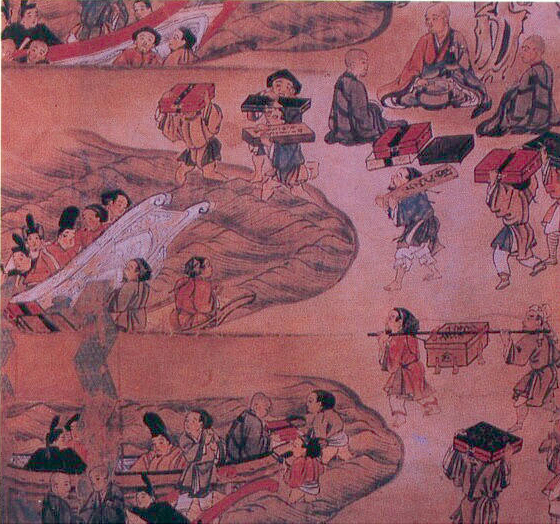
Sixième traversée de la mer de Jianzhen

Durant l'été 748, Jianzhen fit sa cinquième tentative pour atteindre le Japon. Partant de Yangzhou, il passa par l'archipel de Zhoushan au large de la côte de l'actuelle province du Zhejiang. Mais le vaisseau fut détourné de sa route et se retrouva dans la commanderie de Yande (chinois : 延德 ; pinyin : yándé) sur l'île de Hainan (海南岛). Jianzhen fut alors contraint de revenir par terre à Yangzhou, enseignant en chemin dans un certain nombre de monastères. Il voyagea pour cela le long de la rivière Gan jusqu'à Jiujiang, puis en aval du fleuve Yangtze. L'entreprise manquée lui avait pris au total près de trois ans. Au moment où il revint à Yangzhou, il était devenu aveugle à la suite d'une infection. 

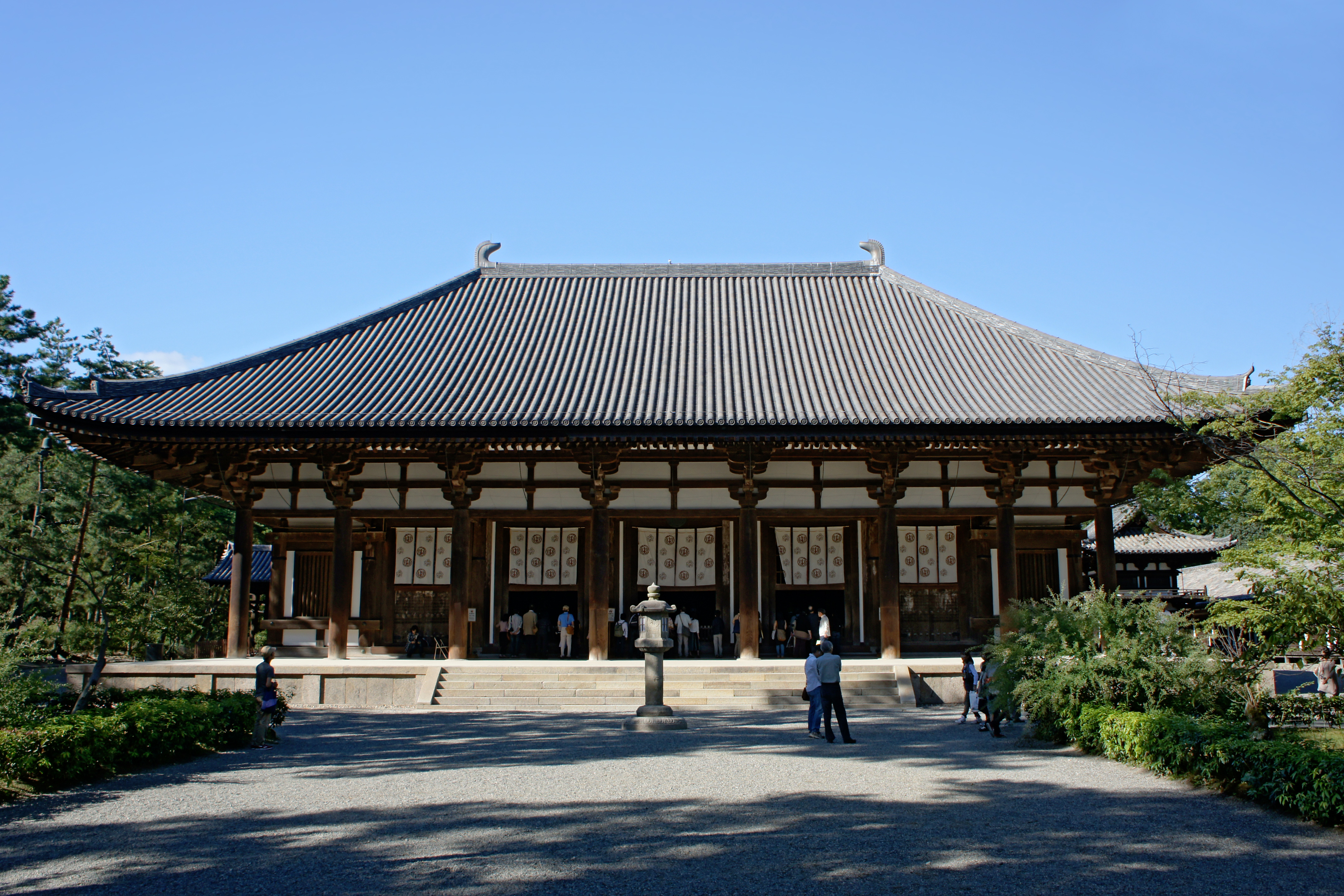
Tōshōdai-ji, Nara (Patrimoine mondial)

À l'automne 753, il décida, bien qu'aveugle, d'embarquer dans un navire de diplomates japonais qui revenait dans son pays d'origine. Après un voyage en mer mouvementée qui dura plusieurs mois, le groupe toucha enfin terre à Kagoshima sur l'île de Kyūshū le 20 décembre et, au printemps de l'année suivante, arriva à Nara où Jianzhen fut accueilli par l'empereur. Dix ans après son premier échec, il parvint enfin à arriver au Japon au bout de sa sixième tentative. 
À Nara, Jianzhen fut mis à la tête du Tōdai-ji (東大寺), qui comptait alors parmi les plus anciens établissements bouddhistes au Japon, et y enseigna le "Vinaya en quatre parties" des Dharmaguptaka, qui contenait 250 préceptes pour les hommes et 348 pour les femmes. Les moines chinois qui voyageaient avec lui présentèrent la sculpture religieuse chinoise aux Japonais. En 755, la première plate-forme d'ordination conforme à la tradition chinoise du Vinaya au Japon fut construite au Todai-ji, à l'endroit où l'ancien empereur Shōmu et l'impératrice Kōmyō avaient reçu un an plus tôt l'ordination par Jianzhen. 
En 759, il se retira dans un morceau de terrain que lui avait accordé la cour impériale dans la partie ouest de Nara. Il y fonda une école et créa également un temple privé à la demande de l'impératrice, le Tōshōdai-ji (唐招提寺). Les dix ans qui précédèrent sa mort au Japon, lui servirent non seulement à propager la foi bouddhiste parmi l'aristocratie, mais également à transmettre d'importantes parties de la culture chinoise. 

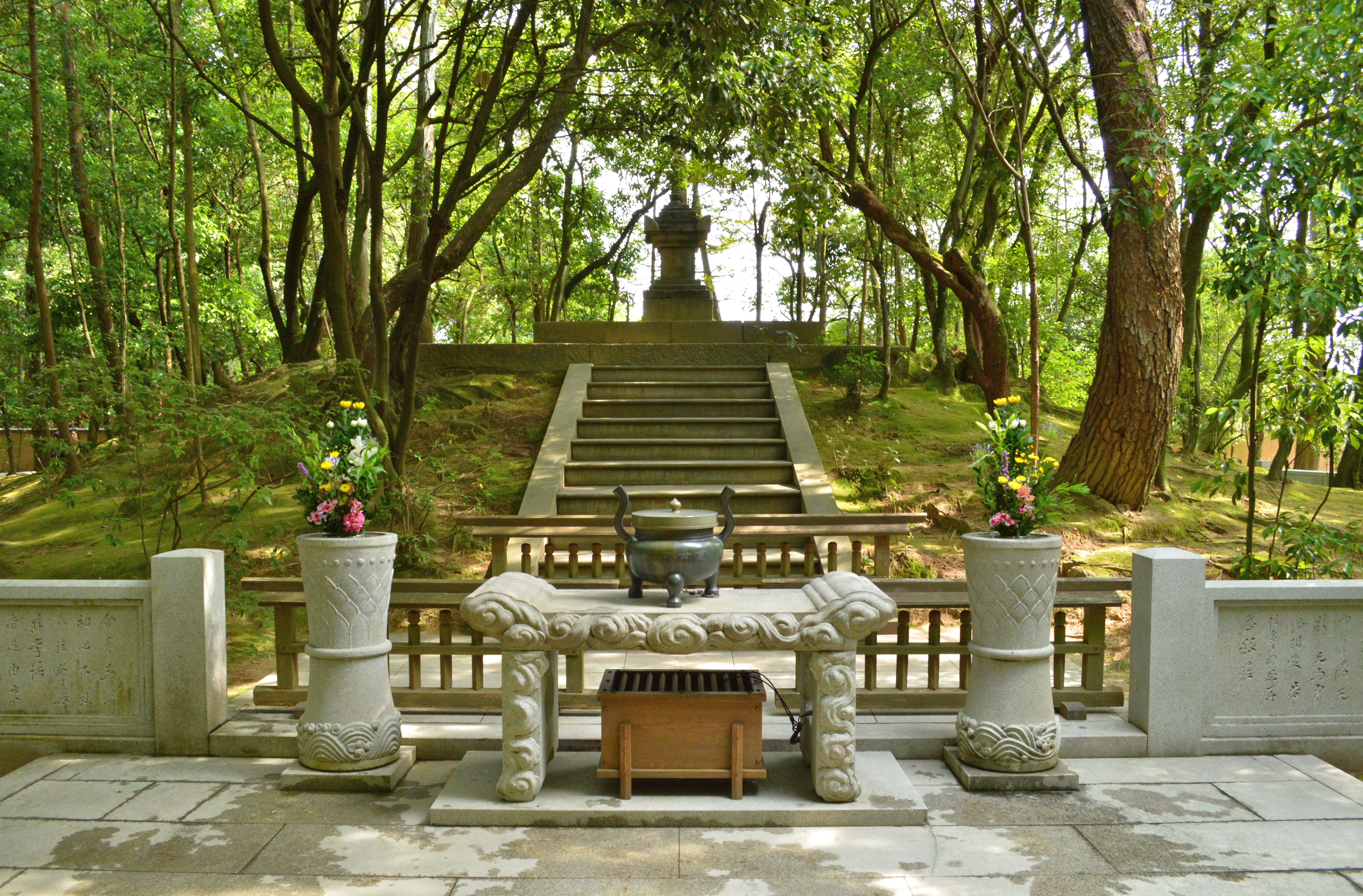
Tombe de Jianzhen au Tōshōdai-ji

Jianzhen mourut le 6e jour du 5e mois de 763. Une statue de lui en laque sèche, faite peu de temps après sa mort, peut encore se voir au Tōshōdai-ji. Reconnue comme l'une des plus grandes de son genre, elle fut en 1980 prêtée temporairement au temple d’origine de Jianzhen à Yangzhou dans le cadre d'un échange amical entre le Japon et la Chine. 
On attribue à Jianzhen l'introduction au Japon de l'école de bouddhisme Ritsu, qui se concentre sur le Vinaya, c'est-à-dire certaines règles monastiques bouddhistes.